# 2008年乌鲁木齐圣战训练班案
2008年乌鲁木齐圣战训练班案是2008年7月8日晚乌鲁木齐市警方查获的“圣战培训班”组织案。

## 简介
2008年7月9日，新疆“乌鲁木齐在线”记者报道称：“7月8日，乌鲁木齐市警方掌握一伙犯罪嫌疑人在‘晨光花园’的藏匿地点后，组织警力抓捕，遇到这伙凶犯暴力抗法，我一民警被捅伤，民警果断依法还击，击毙5人，击伤2人（已送医院抢救），拘捕8人，收缴一批刀具等作案工具……”该报道引起了世界媒体的广泛猜测。
随后，新华社于7月9日从乌鲁木齐市发出了英文稿件，介绍了此案的详情。据新华社的报道，乌鲁木齐市公安局负责人介绍称，2008年5月23日晚，乌鲁木齐市沙依巴克区长江路附近的一家美容美发厅发生一起凶杀案，3人持刀将该店内的一位汉族妇女捅成重伤。根据现场录像及受害人提供的情况，公安部门认定此案的作案者是3名维吾尔族男性，随后通过技术侦查确定犯罪嫌疑人藏在乌鲁木齐市天山区团结路“晨光花园”小区内。7月8日下午，乌鲁木齐市公安局派出15名特警，包围了犯罪嫌疑人藏身的民居。到达现场后，特警发现房间里聚集着很多人，这些人持刀拒捕，并且高喊“为安拉牺牲”的口号。警方遂向房间里投掷催泪弹，这些人随即持刀冲出房间，将一位民警捅伤。特警队员乃向犯罪嫌疑人开枪还击，当场击毙5人，击伤2人，并在房间内拘捕8人，以上这15人均为维吾尔族，包括10名男性、5名女性。警方在现场查获30多把刀具，其中包括长50公分的大砍刀。
经过警方的初步审讯，被拘捕的犯罪嫌疑人交代，涉案人员均参加了一个名为“圣战培训班”的组织，其中的5名女性互称“圣战姐妹”，这些人的目的是杀死汉族人（异教徒），建立属于自己的“哈里发”国家。2008年7月9日凌晨，乌鲁木齐市公安局召开紧急会议通报案情。
乌鲁木齐市警方并未详细介绍“圣战培训班”组织的背景，但国际社会认为，试图建立“哈里发”国家，并在新疆境内活动的恐怖组织应当是“伊扎布特”。实际上，“伊扎布特”组织此前不久便曾在新疆各地举行了一系列活动。据中新社2008年4月4日的报道，2008年3月22日晚至3月23日，“伊扎布特”组织在新疆维吾尔自治区和田市、喀什市、乌鲁木齐市、克孜勒苏柯尔克孜自治州等地举行统一行动，散发并张贴传单及标语，策动民众上街游行。3月23日14时50分到16时15分，和田市连续发生了“伊扎布特”组织策划的三起游行，均被警方依法制止。
当时，“伊扎布特”在新疆的活动日益频繁。1999年起，俄罗斯及中亚各国和就开始打击涉嫌系列恐怖爆炸案及车臣分裂活动的“伊扎布特”，对该组织成员实行拘捕并判处重刑。2003年，俄罗斯、中亚多个国家、德国及所有阿拉伯国家均将“伊扎布特”列为恐怖组织，美国也将“伊扎布特”列为“密切观察”的可疑组织。在此形势下，“伊扎布特”加紧向中国新疆境内渗透。“伊扎布特”渗透到新疆之后，通常以“培训班”或“讲经”的形式开展活动。